# A királyi ház titkai
A királyi ház titkai (koreaiul: 동이, (Dongi)) televíziós sorozat, amelyet a dél-koreai MBC TV (Munhwa Broadcasting Corporation) csatorna készített 2010-ben. A sorozatot a Kjonggi tartományban található MBC Dramia filmstúdióban forgatták korhű díszletben. Magyarországon az m1, az m2 és az Izaura TV is műsorára tűzte.
A sorozat egy alacsony származású lány történetét meséli el, aki 1670-ben született Cshö Hjovon (최효원)(1638–1672) és Namjang Hong asszony (난양 홍씨)(1639–1673) gyermekeként. Később szukpin (숙빈 최씨) rangban lett Szukdzsong király (조선 숙종) első ágyasa, s ő adott életet a király több gyermekének: Jongszu hercegnek (영수왕자) (1693. október 6. - 1693. december 13.) és Joning hercegnek (연잉군) (1694. szeptember 3. – 1776. március 5.), aki később Jongdzso (조선 영조) néven ült Csoszon trónján. Harmadik gyermeke halva jött a világra.

## Cselekmény
A királyi ház titkai egy történelmi dráma amely Szukdzsong király uralkodása alatt játszódik. Minden akkor kezdődik amikor is a penge szövetség vezérének(Csve Hjovon) okos és szép lány egy magas rangú tisztviselőnek megtalálja a holttestét. Csoszonban nagy a feszültség a megölt nemesek miatt. A csendőrség nyomoz és az ártatlan penge szövetségre terelődik a gyanú mikor ők csak segítenek a nemesek által sanyargatott és elnyomott köznépen. De, nem menekülhetnek meg. Felkutatják a tagokat és kivégzik őket a családjukkal együtt. A sorban benne van Dong Yi apja a penge szövetség vezére Csve Hjovon és bátyja Dongdzsu is. Így hát Dong Yi árván marad eközben a legjobb barátjával bujkál a csendőrség elől Gedórával. Dong Yit elkapják de Szó csendőr megkegylemez neki. Így újéletet kezdhet ebben segítségére van bátyja egykori szerelme Szolhi aki segít neki és Gedórának. Gedórát kimenekíti Szolhi a fővárosból de, Dong Yi ott marad és a zeneakadémia szolgálója lesz. Eltelik hat év és Dong Yiból egy okos és fiatal lány lesz. Mindenkit  bámulatba ejt szépségével és okosságával. Még a királyt is, akinek ágyasa lesz. De egy új élet kapujában sem felejti el apjának tett ígéretét.

## Szereplők
Az alábbi táblázatban a szereplők és szinkronhangjaik listája található:
| Színész neve                                                                                | Szerepbeli név | A szerep ismertetése | Magyar hang        |
| 1. sor: koreai hangul írás 2. sor: koreai latin átírás (angol verzió) 3. sor: magyar átírás | 1. sor: koreai hangul írás 2. sor: koreai latin átírás (angol verzió) 3. sor: magyar átírás 4. sor: magyar szinkronfordítás (ahogy a filmben elhangzik) | A szerep ismertetése | Magyar hang        |
| ------------------------------------------------------------------------------------------- | --- | --- | ------------------ |
| 한효주 Han Hjo-Joo Han Hjodzsu                                                              | Choi Dong Yi/Choi Suk-won/Suk-ui / Suk-bin) Cshö Dongi/Cshö szukvon/szuki/szukpin Csve Dongi/Csve szukvon/szuki/szukbin                                 | Csve Hjovon lánya, Dongdzsu húga. A Zeneakadémia szolgálója, később az Udvari Számvevőszék udvarhölgye. A király szerelme, nagytiszteletű úrnő (őfelsége kegyeltje). Szukvon úrnőként királyi ágyas, a trónörökös édesanyja. Száműzik a múltja miatt, de később visszamegy a palotába fiával együtt. In Hjon királyné szavára Szuki úrnővé nevezik ki, a második szintre lép. Szukcsong a legmagasabb királyi ágyasi szintre emeli, Szukbin úrnőként egyenrangú lesz Dzsáng úrnővel. A történet végén elhagyja a palotát, és a szegényeknek segít. | Böhm Anita         |
| 김유정 Kim Yoo-Jung Kim Judzsong                                                            | Young Dong Ji fiatal Dongi fiatal Dongi | Dongi fiatal korában. | Kiss Bernadett     |
| 지진희 Ji Jin-Hee Csi Dzsinhi                                                               | King Sukjong Szukcsong király Szukcsong király | Csoszon uralkodója, aki csaknem fél évszázadon át ült a trónon. Szukbin úrnő szerelme, In Hjon királyné, később In Hvon királyné férje. A koronaherceg és Joning herceg édesapja. | Hevér Gábor        |
| 배수빈 Bae Soo-Bin Pe Szubin                                                                | Cha Chun Soo Csa Csonszu Csá Csonszu | Szukbin úrnő barátja, fogadott bátyja. A Penge Szövetség tagja, boncsegéd. A csendőrségen őrmester, később a Testőrség kapitánya. Száműzik a múltja miatt. Mikor visszatér a palotába, a Büntetőtörvényszék vezetője lesz. A történet legvégén Dongi fia, Csongdzso király tanácsadója. | Stern Dániel       |
| 이소연 Lee So-yeon I Szojon                                                                 | Jang Hee Bin/Jang Ok Jung/Queen Buok Csang Okdzsong/Hibin/Buok királyné Dzsáng Okdzsong/Hibin/Buok királyné                                             | Dzsáng Hídzse húga, udvarhölgy, majd nagytiszteletű úrnő, később királyi ágyas, a koronaherceg édesanyja aztán királyné is, árulása miatt visszakerül ágyasi rangjába, végül a király halálra ítéli. | Farkasházi Réka    |
| 박하선 Park Ha-Sun Pak Haszon                                                               | Queen Inhyeon Inhjon királyné Inhjon királyné | In Hjon királyné Szukcsong király felesége, a Belső Kör vezetője. Trón fosztott királyné, aki ártatlanul bűnhődik, majd visszatér státuszába. Pártfogoltjaként, húgaként kezeli Szukbin úrnőt. Szívbetegsége miatt meghal. | Mezei Kitty        |
| 정진영 Jung Jin-Young Csong Dzsinjong                                                       | Seo Jong-gi Szo Jonggi Szó Jonggi | A Penge Szövetség elleni merénylet vezetője, csendőrkapitány. Dongi eltűnése után menesztik, később a Testőrség parancsnoka. Szukbin hű segítője, védelmezője. Mikor az úrnő elhagyja a palotát, Ő is távozik: a szegényeket oktatja harcművészetre. | Jakab Csaba        |
| 정동환 Jung Dong-Hwan Csong Donghvan                                                        | Oh Tae Suk O Theszuk Ó Teszuk | Miniszterhelyettes, O Jun nagybátyja, O Tepung testvére, az ország árulója, száműzik, később megölik. | Cs. Németh Lajos   |
| 이계인 Lee Kye-In I Gjein                                                                   | Oh Tae Poong O Thepung Ó Tepung | A Zeneakadémia vezetője, O Teszuk testvére, O Hojang apja, az ország árulója, száműzik, később visszatérhet. | Kajtár Róbert      |
| 최철호 Choi Chul-Ho Cshö Csholho                                                            | Oh Yoon O Jun Ó Jun | Hadügyminiszter, főfelügyelő, csendőrparancsnok, a Büntető Törvényszék vezetője, O Teszuk unokaöccse, az ország árulója, száműzik. | Dolmány Attila     |
| 김유석 Kim Yoo-Suk Kim Juszok                                                               | Jang Hee Jae Csang Hidzse Dzsáng Hídzse | Dzsáng úrnő bátyja, eleinte kereskedő. Testvérének segítségével csendőrtábornagy, később lefokozzák a Rendezvények Hivatalába. Az ország árulója, száműzik. Egy agyafúrt csellel visszatér a palotába. Bűnei miatt idővel halálra ítélik. | Sótonyi Gábor      |
| 손일권 Son Il-Kwon Szon Ilgvon                                                              | Hong Tae Yoon Hong Thejun Hong Tejun | O Jun katonája. Száműzik. |                    |
| 신국 Shin Gook Szin Guk                                                                     | Do Seung Ji To Szungdzsi Do Szungdzsi | Állami tisztviselő, királyi titkár. A király egyik bizalmasa. |                    |
| 나성균 Na Sung-Kjoon Na Szonggjun                                                           | Jung In Gook Csang Inguk Dzsáng Inguk | Miniszter, az anyakirályné és In Hjon királyné jó barátja, aki a legnehezebb órákban is mellettük állt. | Harsányi Gábor     |
| 김동윤 Kim Dong-Yoon Kim Dongjun                                                            | Shim Woon Taek Sim Unthek Sim Untek | Tudós, akit Üjdzsura száműztek. Szukbin úrnő hű segítője, később miniszterhelyettes. | Bolba Tamás        |
| 박정수 Park Jung-Soo Pak Csongszu                                                           | Queen Myeongseong Mjongszong anyakirályné Mjongszong anyakirályné                                                                                       | Szukcsong király édesanyja, aki Dzsáng úrnő legnagyobb ellensége, őáltala hal meg. | Menszátor Magdolna |
| 안여진 Ahn Yeo-Jin An Jodzsin                                                               | Court Lady Cho Csho udvarhölgy Csó udvarhölgy | Dzsáng úrnő főudvarhölgye, a leggonoszabb udvarhölgy. | Szórádi Erika      |
| 김혜선 Kim Hye-Sun Kim Hjeszon                                                              | Court Lady Jung Songhi Csong Szonghi udvarhölgy Dzsong Szonghi udvarhölgy                                                                               | Az Udvari Számvevőszék udvarhölgye, főnyomozó. Mikor Dzsángot megfosztják hatalmától, a letartóztatott Jó udvarhölgy helyett ő lesz az Udvari Számvevőszék vezetője. | Kovács Nóra        |
| 김소이 Kim So-Yi Kim Szoi                                                                   | Court Lady Bong Byongi Pong Bjongi udrvarhölgy Bong Bjongi udvarhölgy                                                                                   | Az Udvari Számvevőszék udvarhölgye, főnyomozó. Mikor Dongi nagytiszteletű úrnő lesz, főudvarhölgyeként a Bongjong csarnokba megy. Kijelenti, hogy örökre vele akar maradni. | Orosz Anna         |
| 임성민 Im Sung-Min Im Szongmin                                                              | Court Lady Yoo Ju udvarhölgy Jó udvarhölgy | Az Udvari Számvevőszék főudvarhölgye, vezetője. Árulása miatt lefokozzák az 5-ös szintre. Dongi hű segítője lesz. | Vándor Éva         |
| 정유미 Jung Yoo-Mi Csong Jumi                                                               | Jung-Im Csongim Dzsongim | Az Udvari Számvevőszék udvarhölgye, ő segít Donginak, nagyon jó barátok. Mikor Dzsángot megfosztják hatalmától, főnyomozó válik belőle, az 5. szintre lép. | Major Melinda      |
| 강유미 Kang Yoo-Mi Kang Jumi                                                                | Ae Jong Edzsong Edzsong | Az Udvari Számvevőszék udvarhölgye. Eleinte ki nem állhatja Dongit, legszívesebben megverné, később nagyon jó barátok lesznek, udvarhölgyeként a palotájába megy. A történet végén Joning koronaherceg főudvarhölgye lesz. | Csondor Kata       |
| 오은호 Oh Eun-Ho O Unho                                                                     | Shi Bi Sibi Sibi | Az Udvari Számvevőszék udvarhölgye. Áruló, ezért lefokozzák a 9-es szintre, később Dongi segítője lesz. |                    |
| 한다민 Han Da-Min Han Damin                                                                 | Eun Geum Ungum Ünküm | Az Udvari Számvevőszék udvarhölgye. Áruló, ezért lefokozzák a 9-es szintre, később Dongi segítője lesz. |                    |
| 이정훈 Lee Jung-Hoon I Dzsonghun                                                            | Lee Jong Ok I Dzsongok I Dzsongok | |                    |
| 최재호 Choi Jae-Ho Cshö Dzseho                                                              | Park Do Soo Pak Toszu Pak Doszú | |                    |
| 여호민 Yeo Ho-Min Jo Homin                                                                  | Oh Ho Yang O Hojang Ó Hojang | O Tepung fia. A Zeneakadémia igazgatója, szerelmes Dongi-ba. Az ország árulójaként száműzik, később visszatérhet. | Barát Attila       |
| 이희도 Lee Hee-Do I Hido                                                                    | Hwang Joo Shik Hvang Dzsuszik Hváng Dzsósik | A Zeneakadémia elöljárója, hivatalnoka. A kezdetektől jóban van Dongival, nagyon örül a lány sikereinek. A király „ivócimborája”. A Zeneakadémia igazgatója. | Forgács Gábor      |
| 이광수 Lee Kwang-Soo I Gvangszu                                                             | Park Young Dal Pak Jongdal Pak Jongdál | Zenész, Dongi barátja, nagyon örül a lány sikereinek. A király „ivócimborája”. | Seszták Szabolcs   |
| 정성운 Jung Sung-Woon Csong Szongun                                                         | Choi Dong Joo Cshö Dongdzsu Csve Dongdzsu | Dongi bátyja, a Zeneakadémia alkalmazottja. A Penge Szövetség tagja, ártatlanul hal meg. |                    |
| 정인기 Jung In-Ki Csong Ingi                                                                | Kim Hwan Kim Hvan Kim Hván | Jós, ritkán tűnik fel. | Széles László      |
| 정기성 Jung Ki-Sung Csong Giszong                                                           | Kim Hván tanítványa. | | Előd Botond        |
| 이숙 Lee Sook I Szuk                                                                        | Lady Park Pak úrnő Pak úrnő | A Zeneakadémia vezetőjének a felesége. Jun úrnő ellensége. | Kocsis Mariann     |
| 김혜진 Kim Hye-Jin Kim Hjedzsin                                                             | Seol Hee Szolhi Szolhí | Kiszeng, Dongdzsu szerelme. Ő szöktette meg Gedorát, később az üjdzsei bordélyház főnökasszonya, visszatérve a fővárosba bordélyházat üzemeltet. Dongi fogadott nővére. | Gubás Gabi         |
| 최란 Choi Ran Cshö Ran                                                                      | Yoon Shi Junsi Junsi | Dzsáng Hibin és Hídzse édesanyja. Bűnei miatt halálra ítélik. | Andresz Kati       |
| 여현수 Yeo Hyeon-Soo Jo Hjonszu                                                             | Ge Dwo Ra Ke Dvora Gedóra | Dongi gyerekkori barátja, az újjáélesztett Penge Szövetség vezére. Halálra ítélik, mivel nemeseket gyilkolt. | Moser Károly       |
| 최수한 Choi Soo-Han Cshö Szuhan                                                             | fiatal Ge Dwo Ra fiatal Ke Dvora fiatal Gedóra | Gedóra fiatal korában. | Czető Ádám         |
| 정은표 Jung Eun-Pjo Csong Unphjo                                                            | Gedóra apja | A Penge Szövetség tagja, ártatlanul hal meg. |                    |
| 정선일 Jung Sun-Il Csong Szunil                                                             | Park Doo Kyung Pak Tukjong (Han kamarás) Pak Dokjáng (Han kamarás)                                                                                      | Királyi eunuch, nagyon pimasz, ugyanakkor rettentően szereti a királyt és Dongit. | Vári Attila        |
| 권민 Kwon Min Kvon Min                                                                      | Cha Soo Taek Csha Szuthek Csá Szútek | |                    |
| 최종환 Choi Jong-Hwan Cshö Dzonghvan                                                        | Jang Mu Yeol Csang Mujol Dzsáng Mujol | Városparancsnok. A meggyilkolt Dzsáng Ikhon fia. A Büntető Törvényszék feje lesz, később aljas tettei miatt a királyné - Szukbin úrnővel karöltve - elfogató parancsot ad ki ellene és lefejezésre ítélik. |                    |
| 이형석 Lee Hyung-Suk I Hjongszok                                                            | Geum/Yeoning herceg, majd Yeongjo király Kum/Joning herceg (később Jongdzso király) Güm/Joning herceg                                                   | Dongi és Szukcsong második fia, herceg. Rendkívül okos és tehetséges. Később Jongdzso király, az utolsó epizódban koronázzák meg. | Straub Norbert     |
| 윤찬 Yoon Chan Jun Cshan                                                                    | Yoon koronaherceg Jun koronaherceg Jun koronaherceg | Szukcsong király és Dzsáng királyné egyetlen fia, majdani Gjongdzsong király. Édesanyját megfosztják hatalmától, ismét király ágyas lesz, ez a cím azonban névleges. |                    |
| 허이슬 Heo Yi-Seul Ho Iszul                                                                 | Young Sun Jongszan Jongszán | Dzsáng úrnő udvarhölgye, az egyik leggonoszabb udvarhölgy. Fekete mágiát használ, hogy In Hjon királyné halálát sürgesse. Később megkapja büntetését. | Tamási Nikolett    |
| 맹상훈 Maeng Sang-Hoon Meng Szanghun                                                        | Kim Goo Sun Kim Guszon Kim Guszon | Unhák-nak is nevezik. Rendkívül makacs ember, Szukbin úrnő nehezen tudja meggyőzni. Güm mestere. | Papp János         |
| 오연서 Oh Yun-Suh O Jonszo                                                                  | Inwon királyné Invon királyné Invon királyné | Inhjon királyné halála után ő a királyné. Karakteres személyiség. Eleinte ki nem állhatta Szukbin úrnőt, később megszerette. Örökbe fogadta Joningot, így biztosította a lehetőséget, hogy a fiúból koronaherceg váljék, kedvenceként tartotta számon. |                    |
| 천호진 Chun Ho-Jin Cshon Hodzsin                                                            | Choi Hyo Won Cshö Hjovon Csve Hjovon | Dongi édesapja, boncsegéd. A Penge Szövetség vezére, ártatlanul hal meg. (Cameo-megjelenés) | Barbinek Péter     |
| 이재용 Lee Jang-Yong I Dzsejong                                                             | Jang Ik Heon Csang Ikhon Dzsáng Ikhon | Főfelügyelő, meggyilkolják, Ő mutatta meg Donginak még kiskorában a kézjeleket, mielőtt meghalt volna. Dzsáng Mujol édesapja. (Cameo-megjelenés) |                    |
| 최일화 Choi Il-Hwa Cshö Ilhva                                                               | Seo Jung Ho Szo Dzsongho Szó Dzsánghó | Szo Jonggi főfelügyelő édesapja, miniszter. A történet elején veszti el életét. (Cameo-megjelenés) |                    |
| 민준현 Min Joon-Hyun Min Dzsunhjon                                                          | | |                    |